# Die for You
"Die for You" é uma canção do cantor canadense the Weeknd, contida em seu terceiro álbum de estúdio Starboy (2016). Foi composta pelo próprio em conjunto com Martin McKinney, Prince 85, Dylan Wiggins, Magnus August Høiberg e William Thomas Walsh, sendo produzida pelo artista em conjunto com Doc McKinney e Cirkut e co-produzida por Prince 85 e Høiberg sob o nome profissional de Cashmere Cat. A sua gravação ocorreu em 2016 nos estúdios Conway Recording Studios e Westlake Beverly Studios, ambos situados em Los Angeles, Califórnia, Matza Ball Studio em Nova Iorque e The Treehouse X em Suffolk. A faixa foi enviada para rádios rhythmic em 19 de setembro de 2017, através das gravadoras XO e Republic, servindo como o sexto single do disco.

## Videoclipe
Em 25 de novembro de 2021, para comemorar o aniversário de cinco anos do lançamento do álbum Starboy, the Weeknd lançou, de surpresa, o videoclipe de "Die for You", dirigido por Christian Breslauer. O vídeo presta homenagem à série de televisão de terror e ficção científica Stranger Things (2016-presente), e ao filme de ficção científica de 1982 E.T. O Extraterrestre. 

## Remixes

### OPN remix
O remix oficial da canção foi criado por OPN e incluído na edição deluxe de After Hours e no EP After Hours (Remixes). Salvatore Maicki, da revista The Fader elogiou a colaboração: "No remix de OPN de 'Save Your Tears', eles se encontram no meio, acendendo um espetáculo tecnicolor".

### SZA remix
Em 4 de outubro de 2021, um remix inédito de "Die for You", com participação da cantora e compositora estadunidense SZA, estreou no décimo oitavo episódio do programa de rádio de The Weeknd na Apple Music 1, Memento Mori, após uma enxurrada de streamings que a canção recebeu em setembro.

### Remixde Ariana Grande
O terceiro remix, uma colaboração com a cantora estadunidense Ariana Grande, foi lançado em 24 de fevereiro de 2023, junto com um lyric video e um visualizer.. Logo após o lançamento, a faixa foi inclusa na versão deluxe do Starboy lançada em 2023. A canção marca a quarta colaboração entre The Weeknd e Grande, depois de "Love Me Harder" (2014), "Off the Table" (2020) e "Save Your Tears" (2021), além de ser a primeira canção da mesma após o início das gravações da adaptação para o cinema de Wicked. A faixa atingiu o 1º lugar da Billboard Hot 100, se tornando a segunda colaboração entre os mesmos e a sétima canção de cada um a atingir tal marca. Com o remix, Ariana se tornou a primeira artista feminina a conseguir mais nº1 na parada da Billboard em uma única década, sendo 4 os trabalhos anteriores "Stuck With U", "Rain On Me", "Positions" (todos de 2020) e "Save Your Tears".

## Créditos
Todo o processo de elaboração de "Die for You" atribui os seguintes créditos:
Gravação e publicação
- Gravada em 2016 nos Conway Recording Studios (Los Angeles, Califórnia), Westlake Beverly Studios (Los Angeles, Califórnia), Matza Ball Studios (Nova Iorque) e The Treehouse X (Suffolk)
- Mixada nos MixStar Studios (Virginia Beach, Virgínia)
- Masterizada nos Sterling Sound (Nova Iorque)
- Publicada pelas empresas Songs Music Publishing, LLC em nome da Songs of SMP (ASCAP), Mykai Music (ASCAP) — administrada pela Kobalt Music Group, Ltd. —, Prince 85 (SACEM), Sony/ATV Ballad (BMI), Universal Music Publishing (BMI) e Billy Walsh/WMMW (ASCAP)

Produção
| - The Weeknd: composição, produção, vocais - Doc McKinney: composição, produção, engenharia - Prince 85: composição, co-produção - Dylan Wiggins: composição, sintetizadores - Cashmere Cat: composição, co-produção - William Thomas Walsh: composição - Cirkut: produção, engenharia | - Simon Christenson: guitarras adicionais - Josh Smith: engenharia - Serban Ghenea: mixagem - John Hanes: engenharia de mixagem - Tom Coyne: masterização - Aya Merrill: masterização |

## Desempenho nas tabelas musicais

### Posições
| Tabela musical (2016–23)                               | Melhor posição |
| ------------------------------------------------------ | -------------- |
| Canadá (Canadian Hot 100)                              | 35             |
| Estados Unidos (Billboard Hot 100)                     | 1              |
| Estados Unidos (Top R&B/Hip-Hop Songs)                 | 19             |
| Estados Unidos (Rhythmic Songs)                        | 16             |
| França (Syndicat National de l'Édition Phonographique) | 137            |
| Países Baixos (MegaCharts)                             | 96             |
| Portugal (Associação Fonográfica Portuguesa)           | 66             |
| Reino Unido (UK Singles Chart)                         | 74             |
| Reino Unido (UK R&B Singles Chart)                     | 22             |

### Certificações
| País (Empresa)        | Certificação |
| --------------------- | ------------ |
| Canadá (Music Canada) | 2× Platina   |
| Estados Unidos (RIAA) | Platina      |

## Histórico de lançamento
| País           | Data                   | Formato         | Gravadora(s) |
| -------------- | ---------------------- | --------------- | ------------ |
| Estados Unidos | 19 de setembro de 2017 | Rádios rhythmic | XO, Republic |